# سیارک ۳۰۹۴
سیارک ۳۰۹۴ (به انگلیسی: 3094 Chukokkala، نامگذاری:1979FE2) سه هزار و نود و چهارمین سیارک کشف شده‌است که در ۲۳ مارس ۱۹۷۹ کشف شد.
قدر مطلق سیارک برابر ۱۲٫۰۰ است.